# Прусевич, Александр Николаевич
Александр Николаевич Прусевич (пол. Aleksander Prusiewicz; 21 февраля 1878, село Окопы, ныне Чортковского района Тернопольской области — 1944, Львов) — польский историк, этнограф, естествоиспытатель, библиограф, музеевед, исследователь Подолья и Волыни.

## Биография
В 1900-1905 годах учился на геологическом факультете Московского университета. Под влиянием Василия Ключевского увлекся в университете историей. Находясь на геологической практике в Подольской губернии, заинтересовался историей этнографией, природой края.
В 1907-1915 годах был главным охранником Каменец-Подольского древнехранилища (ныне Каменец-Подольский государственный исторический музей-заповедник). Одновременно в 1911-1916 годах заведовал библиотекой и фондами Общества подольских естествоиспытателей и любителей природы.
В 1919 году эмигрировал на Западную Украину. С 1921 года был инспектором по делам кустарного промысла Волынского округа. В 1940-1941 годах работал во Львовском этнографическом музее.

## Работы
- Kamieniec Podolski. Szkic historyczny. — Kijów — Warszawa, Nakładem księgarni Leona Idzikowskiego, 1915.
- Историко-статистические и этнографические заметки о м. Зенькове Летичевского уезда // Подольские епархиальные ведомости. — 1905. — № 14. — С 321-329; № 15. — С 346-351.
- Miasteczko Zińków na Podolu // Ruś. — 1911. — Т. 1. — № 3. — S. 239-265.
- Обзор данных о кустарных промыслах Подольской губернии. — Каменец-Подольский, 1913.
- Klasztory katolickie w dzisiejszem Łucku. — Łuck, 1922. — 205 s.
- Zamki i fortece na Wołyniu // Dziennik Wołyński. — 1922. — № 35, 38.
- Przemysł ludowy na Wołyniu // Życie Wołynia. — 1925. — № 43.
- Библиографический указатель по медицине и гигиене Подольской губернии с 1714 по 1913 год включительно /Врачебно-Санитарное бюро Подольской Губернской Земской Управы.-Каменец-Подольск: Электр.типо-литография Подольскаго Губернскаго Правления,1914.